# بورکسلبن

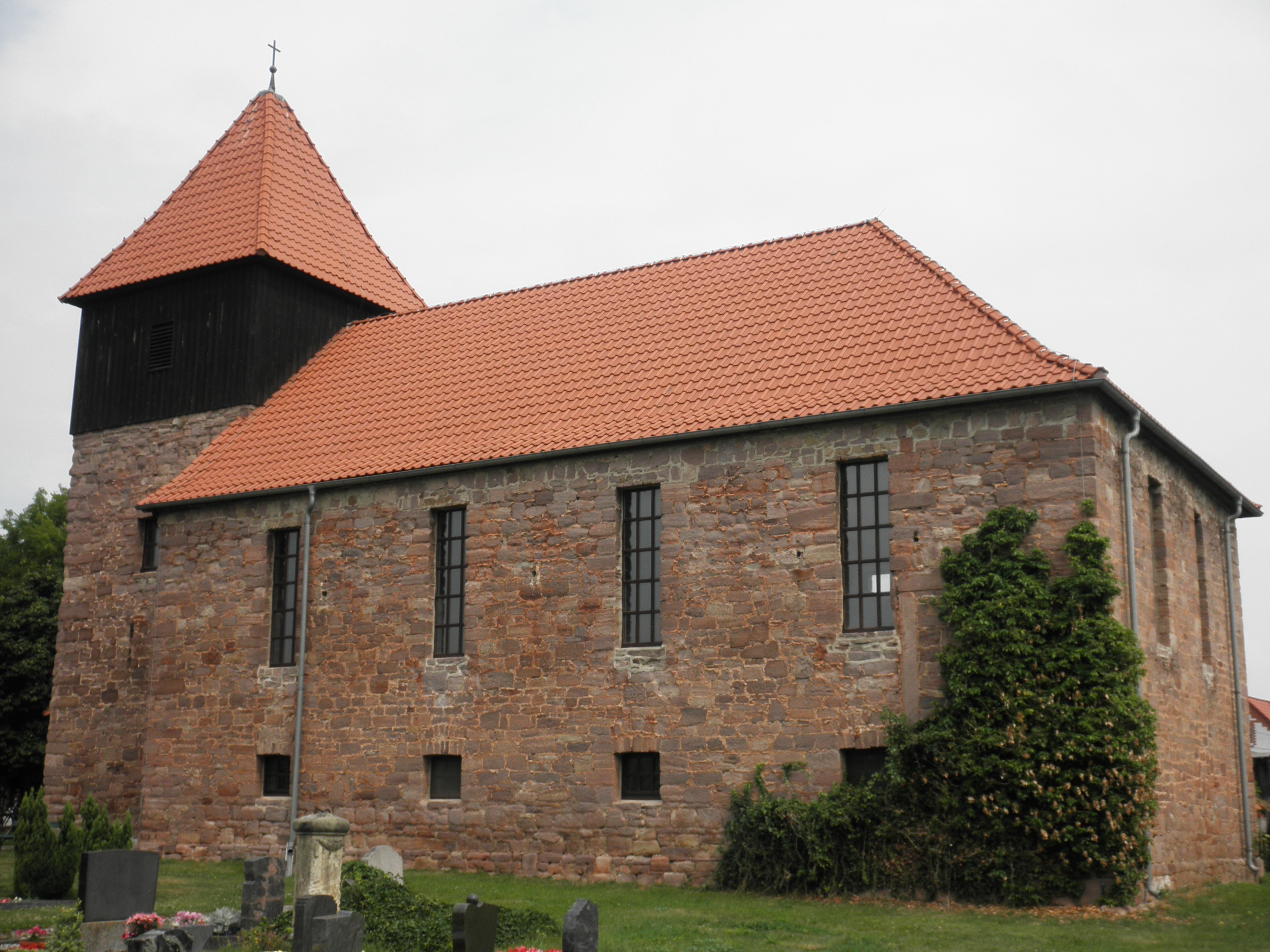
کلیسای بورکسلبن

بورکسلبن (به آلمانی: Borxleben) یک شهر در آلمان است که در کوفهویزرکرایس واقع شده‌است. بورکسلبن ۳۴۵ نفر جمعیت دارد.